# واسایا ایرویز
واسایا ایرویز (به انگلیسی: Wasaya Airways) یک شرکت هواپیمایی با کد یاتا WT است که در تاریخ ۱۹۸۹ میلادی تأسیس شده است. دفتر مرکزی واسایا ایرویز در ثاندر بی، انتاریو، کانادا واقع شده‌است و قطب این شرکت هواپیمایی در فرودگاه بین‌المللی تاندر بی قرار دارد و به ۲۶ مقصد، پرواز مستقیم انجام می‌دهد.